# Discografia de Il Volo
La discografia de Il Volo, gruppo musicale operatic pop italiano, è costituita da nove album in studio, quattro dal vivo, due raccolte, tre EP e ventuno singoli, pubblicati dal 2010.

## Album

### Album in studio
- 2010 – Il Volo
- 2012 – We Are Love
- 2013 – Buon Natale - The Christmas Album
- 2015 – L'amore si muove
- 2018 – Ámame
- 2019 – Musica
- 2021 – Il Volo Sings Morricone
- 2023 – 4 Xmas
- 2024 – Ad Astra

### Album dal vivo
- 2012 – Il Volo Takes Flight - Live from the Detroit Opera House
- 2013 – We Are Love - Live from The Fillmore Miami Beach at the Jackie Gleason Theatre
- 2015 – Live a Pompei
- 2016 – Notte magica - A Tribute to the Three Tenors (con Plácido Domingo)

### Raccolte
- 2015 – The Platinum Collection
- 2019 – 10 years

## Extended play
- 2011 – Christmas Favorites
- 2013 – Buon Natale: Live Solos and Italian Carols
- 2015 – Sanremo grande amore

## Singoli
- 2011 – 'O sole mio
- 2011 – Hasta el final
- 2011 – Christmas Medley
- 2012 – Un amore così grande
- 2013 – Constantemente mia (feat. Belinda)
- 2013 – Más que amor
- 2013 – We Are Love
- 2013 – El triste
- 2013 – I'll Be Home for Christmas
- 2015 – Grande amore
- 2015 – Canzone per te
- 2015 – L'amore si muove
- 2015 – Per te ci sarò
- 2016 – Tornerà l'amore
- 2018 – Noche sin dia (con Gente de Zona)
- 2018 – Ámame
- 2019 – Musica che resta
- 2019 – A chi mi dice
- 2021 – Màkari
- 2024 – Capolavoro
- 2024 – Tra le onde

## Collaborazioni
- 2012 – Così (con Eros Ramazzotti; pubblicato in Noi)
- 2013 – Pierre (con i Pooh; pubblicato in Pooh box - Live Treviso & Voci per Valerio)
- 2013 – El Reloj (con Lucho Gatica; pubblicato in Historia de un Amor)
- 2013 – Smile (con Barbra Streisand; pubblicato in Back to Brooklyn)
- 2013 – Make Our Garden Grow (con Barbra Streisand, Chris Botti e Jason Gould; pubblicato in Back to Brooklyn)
- 2013 – Constantemente mía (con Belinda; pubblicato in Más que amor)
- 2014 – Más Allá / Al di là (con Ricardo Montaner; pubblicati in Agradecido)
- 2015 – It's Now or Never (con Elvis Presley; pubblicato in If I Can Dream)
- 2016 – The Little Drummer Boy (con Jackie Evancho; pubblicato in Someday at Christmas)
- 2017 – Inmenso (con José Luis Rodríguez; pubblicato in Inmenso)
- 2018 – Penumbras (con Sandro; pubblicato in Sandro Dúos)[1]
- 2018 – D'Artagnan e i moschettieri del re (con Cristina D'Avena; pubblicato in Duets Forever - Tutti cantano Cristina)

## Videografia

### Album video
- 2013 – Buon Natale - Live from The Fillmore Miami Beach at the Jackie Gleason Theatre
- 2015 – Live a Pompei